# Maison De Roos
La maison De Roos (en néerlandais : Burgerhuis ou Huis De Roos signifiant Maison La Rose) est un immeuble réalisé par Jules Hofman en 1898 dans le style Art nouveau à Anvers en Belgique (région flamande).

## Histoire
Construite en 1898 pour Édouard Myin, membre d'une famille de notaires anversois, la maison De Roos compte parmi les toutes premières réalisations de style Art nouveau à Anvers comme sa voisine, la maison Iris de Lischbloem. 
La maison est classée et reprise sur la liste des monuments historiques de Berchem depuis le 11 avril 1984.

## Situation
Cette maison se situe au no 44 de Cogels-Osylei, une artère résidentielle du quartier de Zurenborg à Berchem au sud-est d'Anvers comptant de nombreuses autres réalisations de style Art nouveau comme la Huize Zonnebloem au no 50.

## Description
La maison compte deux travées et trois niveaux (deux étages). La travée de gauche est la plus étroite. La façade est bâtie en brique jaune avec soubassement et encadrements de baies en pierre bleue. Au rez-de-chaussée, le bow-window compte trois baies en arc en plein cintre avec arc de décharge légèrement brisé. Des mosaïques dessinant des rubans ornent le haut du bow-window. Au-dessus de ce dernier, un balcon en pierre de taille laisse apparaître quatre ouvertures ornées de fers forgés plats aux courbes multiples et originales. La façade est signée par Jules Hofman au-dessus de la baie d'imposte de la porte d'entrée. Les baies du premier étage de la travée de droite sont surmontées par une marquise arrondie dont l'ossature forme des spirales d'où s'extraient une douzaine de roses en fer. Sous la marquise, se trouve une mosaïque représentant une figure de jeune fille entourée de roses blanches. Trois pilastres ponctuent le haut de la façade.

## Galerie

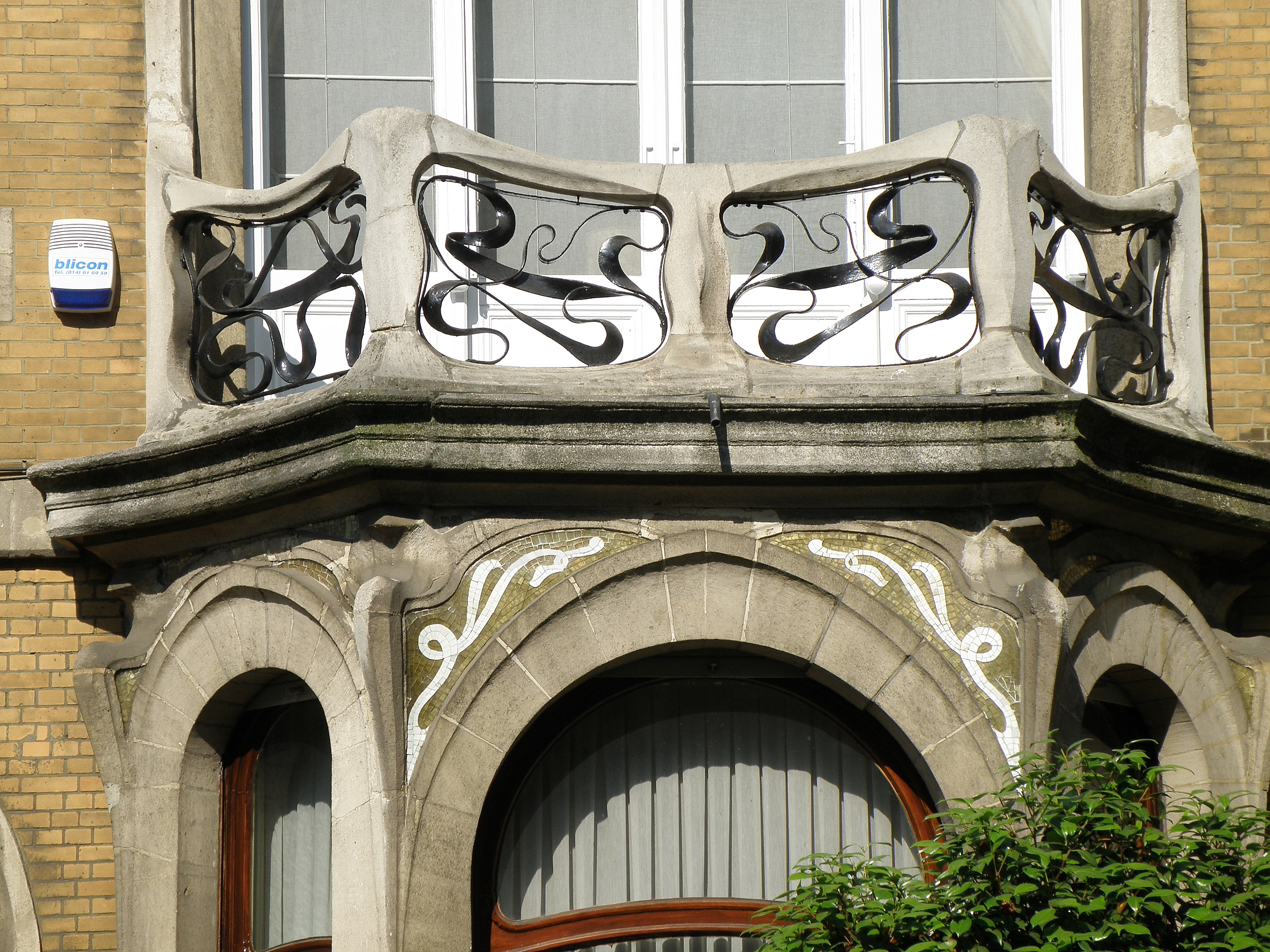
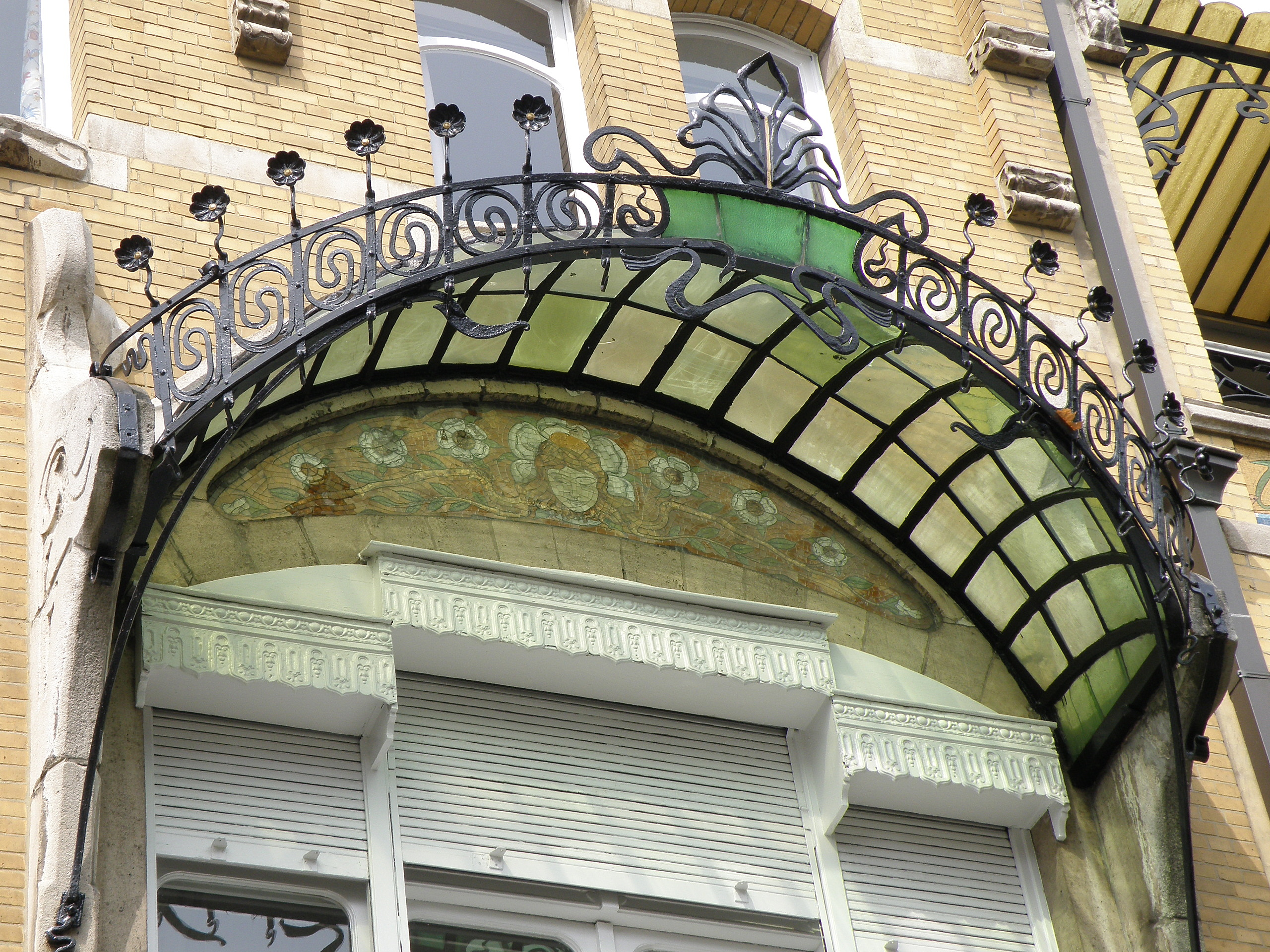

## Source
- (nl) https://inventaris.onroerenderfgoed.be/erfgoedobjecten/11098